# عنقود الغول–الحوت المجري الهائل
عنقود الغول–الحوت المجري الهائل هوخيط مجري وأحد أكبر الهياكل المعروفة في الكون.. وحتى على مسافة 250 مليون سنة ضوئية، تمتد هذه السلسلة من العناقيد المجرية إلى أكثر من 40 درجة عبر سماء الشتاء الشمالية. عنقود الغول–الحوت المجري الهائل هو أحد اثنين من التجمعات المجرية المهيمنة (الثاني عنقود لانياكيا المجري) في الكون القريب (ضمن حدود 300 مليون سنة ضوئية).ويشكل هذا العنقود المجري الهائل حدود فراغ الثور الواسع الواقع بينة وبين عنقود مجرات العذراء العظيم ويشكل أيضا جزء من خيط الغول–الحوت المجري الذي يمتد لحوالي مليار سنة ضوئية وهو حاليا أكبر هيكل معروف في الكون.

## العناقيد الرئيسية
عنقود الغول–الحوت المجري الهائل من أكثر العناقيد سطوعا في السماء. على الرغم من أنه، مثل كل العناقيد خافت جدا ليشاهد بالعين المجردة، ويشكل العنقود جدار طويل وكثيف من المجرات الساطعة يبلغ طولة 300 مليون سنة ضوئية تقريبا.
تشكل عناقيد أبيل 262, Abell 347, وعنقود برشيوس المجري العناقيد الرئيسية في عنقود الغول–الحوت المجري الهائل.